# Glencolumbkille
Glencolumbkille (iriska: Gleann Cholm Cille) är en ort i republiken Irland.   Den ligger i grevskapet County Donegal och provinsen Ulster, i den norra delen av landet, 220 km nordväst om huvudstaden Dublin. Glencolumbkille ligger 136 meter över havet och antalet invånare är 212.
Terrängen runt Glencolumbkille är huvudsakligen kuperad, men västerut är den platt. Havet är nära Glencolumbkille åt nordväst.Runt Glencolumbkille är det glesbefolkat, med 20 invånare per kvadratkilometer. Närmaste större samhälle är Killybegs, 18,6 km öster om Glencolumbkille. Trakten runt Glencolumbkille består i huvudsak av gräsmarker.